# Charles Brokaw
Charles Brokaw é o pseudônimo de um autor, pesquisador e professor universitário norte-americano, fascinado por história e arqueologia. Seu nome real não foi revelado.
Escreveu a série do Thomas Lourds, personagem antropólogo e linguista.

## Obras

### Série do Thomas Lourds
- The Atlantis Code, (2009) No Brasil: O código de Atlântida (Planeta, 2012)[2]
- The Lucifer Code, (2010)
- The Temple Mount Code, (2011)
- The Oracle Code, (2013)